# کایلا آدمک
کایلا آدمک (انگلیسی: Kayla Adamek؛ زادهٔ ۱ فوریهٔ ۱۹۹۵) بازیکن فوتبال اهل کانادا است که در حال حاضر برای باشگاه فوتبال ریمس، در لیگ ۱ فوتبال زنان فرانسه، بالاترین سطح لیگ فوتبال زنان در این کشور بازی می‌کند.
از باشگاه‌هایی که در آن بازی کرده است می‌توان به استاد د ریمیس، ویتسیو جی‌آی‌کی و گراندیا تنریف اشاره کرد.
آدمک فوتبال را در زادگاهش کانادا آغاز نمود، جایی که برای انتاریو و اوتاوا فیوری بازی کرد. بین سال‌های ۲۰۱۳ تا ۲۰۱۷ در فوتبال دانشگاهی برای تیم یواف‌سی نایتس دانشگاه فلوریدا مرکزی به میدان رفت.
پس از فارغ‌التحصیلی از دانشگاه، به تیم اسپارتاک سوبوتیکا از صربستان پیوست، او در آن باشگاه یک فصل بازی کرد و ۵ گل در ۵ مسابقه لیگ قهرمانان به ثمر رساند.
برای فصل ۲۰۱۹–۲۰ به تیم گرانادیا تنریف در لیگ برتر زنان اسپانیا ملحق شد، جایی که او، بخشی از تیم دوم بود.
در فصل ۲۰۲۰–۲۱، پس از تثبیت در تیم اول، قرارداد خود را با باشگاه گراندیا تنریف در ۲۵ مه ۲۰۲۰ تمدید کرد.
وی همچنین در تیم ملی فوتبال زنان لهستان بازی کرده است.

## دوران دانشگاهی
در سال ۲۰۱۳، آدمک به تیم یوسی‌اف نایتس در ایالات متحده آمریکا ملحق شد، جایی که او بازوبند کاپیتانی تیمش را بر بازو بسته و پیش قراول یارانش در زمین بود و به عنوان یکی از بازیکنان شاخص و مهم آن تیم شناخته می‌شد. او در سال ۲۰۱۷ به عنوان بهترین هافبک سال آمریکن کنفرانس اتلتیک (AAC) انتخاب شد و به عنوان یکی از بهترین ورزشکاران زن که برای باشگاه فوتبال یوسی‌اف نایتس بازی کرده‌اند، کسب اعتبار نمود.

## دوران باشگاهی
آدمک دوران بازی حرفه‌ای خود را با عضویت در تیم کانادایی اتاوا فیوری آغاز کرد. پس از اتمام دوران بازی برای باشگاه فوتبال اتاوا فیوری، او با تیم صربستانی اسپارتاک سوبیتسا قرارداد بست و در زمان عضویت در این باشگاه موفق شد برای اولین بار در لیگ قهرمانان اروپای زنان بازی کند. در سال ۲۰۱۹، او با تیم اسپانیایی گراندیا تنریف قرارداد بست و به تیم ذخیره فرستاده شد، جایی که به عنوان یکی از بازیکنان مهم تیم ذخیره شناخته می‌شد و سپس به تیم اصلی ارتقا یافت. او به عنوان یک بازیک نشان‌دهنده کیفیت بالا در فاز تهاجمی برای تیم اصلی توصیف شد. در سال ۲۰۲۲، او با تیم سوئدی ویتسیو جی‌آی‌کی قرارداد بست و راهی این کشور شد.

## دوران ملی
آدمک علی‌رغم تولد در کشور کانادا، برای تیم ملی زنان لهستان بازی می‌کند و برای این تیم به عنوان یک بازیکن مهم و گلزن شناخته می‌شود.

## شیوه بازی
آدمک عمدتاً به عنوان هافبک، وینگر یا مهاجم هدف فعالیت می‌کند و به خاطر توانایی‌اش در ایجاد فرصت‌های گل‌زنی و دقت و خلاقیت در ارسال پاس شناخته می‌شود.

## زندگی شخصی
پدربزرگ و مادربزرگ کایلا آدمک از تبار لهستانی هستند و به همین دلیل آدم تصمیم گرفته است برای تیم ملی لهستان بازی کند تاکنون چندین بار در رقابت‌های بین‌المللی برای این کشور به میدان رفته است اما کایلا آدمک در نپئن، کانادا بزرگ شده و خودش تابعیت کانادا را دارد.
او آشکارسازی کرد که بخشی از جامعه ال‌جی‌بی‌تی است.